# Thibaud de Vienne
Pour les articles homonymes, voir Thibaut#Saints chrétiens.
Thibaud ou Théobald (en latin Teutbaldum), mort le 21 mai, probablement de l'an 1001, est un saint de l'Église catholique et archevêque de Vienne de la fin du Xe siècle.

## Biographie

### Origines
Thibaud (en latin Teutbaldum), que l'on trouve également mentionné sous les formes Théobald, parfois Thibaut, Thietbauld ou encore Ubald (en latin Teutbaldum), serait né « probablement peu après 927 », soit vers 930, selon l'historien Georges de Manteyer, dans son mémoire Les origines de la maison de Savoie en Bourgogne (910-1060) (1899) et ses Notes additionnelles (1901). Dans ce dernier texte, il apporte de nouvelles précisions reposant sur des éléments de la Vita (Vie) de Saint Thibaud se trouvant dans l'office liturgique de Saint Chef ou Saint Theudère, abbé et confesseur, découverte par Dom Alexandre Grospellier. Cette Vita donne par ailleurs pour lieu de naissance un château, « in Tulnioni castro », que Manteyer fait correspondre à Tolvon (comté de Sermorens). L'historien Charles William Previté-Orton (1912) présente les différentes théories de Manteyer dans son ouvrage The Early History of the House of Savoy, tout en les nuançant voire en critiquant certaines.
D'après la Vita et des chartes de l'abbaye de Montiéramey, il est le fils d'Hugues de Vienne,. La Vita indique « Huius igitur Sancti Viri pater, vocatus est Hugo: Francorum genere clarus: inter primos palatii, non infimus. Qui elegantem eligit conjugem, natalibus clarissimam, Burgundionis regis neptem, vocatam Wiltermam. » Son père, Hugues de Vienne, serait le personnage « illustre, de race franque, au premier rang dans le palais ; qu'il épousa une femme plus illustre encore que lui, nièce du roi de Bourgogne » (Manteyer, 1901). Selon Georges de Manteyer, Hugues est comte en Viennois, fils de Warner/Garnier (Warnarius), vicomte de Sens et de Troyes (v. 895/96),. Dans le Regeste dauphinois (1912), l'historien Ulysse Chevalier cite l'acte à Pavie, le 24 juin 936 où Hugues d'Arles et son fils Lothaire II, rois d'Italie, considérant l'affection et la fidélité de leur neveu le comte Hugues, lui concèdent une propriété royale nommée Octavéon sur la commune actuelle de Châtillon Saint Jean, au royaume de Bourgogne et au comté de Vienne. Hugues est ainsi le frère de l'archevêque Manassès d'Arles († 962/963), et le neveu de Hugues d'Arles († 947), ancien comte de Viennois et roi d'Italie. Selon Previte-Orton les preuves avancées sur une implantation en Viennois à proximité de Romans  et en Sermorens semblent correctes.
Hugues avait épousé en secondes noces, avant 917, Wille/Willa (Wilterma) († 967/86),,, mentionnée dans la 4e leçon de la Vita avec la mention « Burgundionis regis neptem » (nièce du roi de Bourgogne), sans précision : Rodolphe Ier, Rodolphe II ou Conrad III ?. Manteyer opte pour Conrad III, qu'il déduit à partir de la 5e leçon. Le site de généalogie Foundation for Medieval Genealogy (FMG) la donne fille possible de Louis, Comte de Thurgovie († après 929) et d'Eadgifu d'Angleterre (fille du roi des Anglo-Saxons Édouard l'Ancien) et ainsi nièce de Rodolphe II.
Thibaud a plusieurs frères, Boson († après 927), issu du premier mariage de sa mère ; Garnier/Warnier, mort avant celle de leur mère ; Humbert/Hubert/Hucbert, éventuel comte [de Belley]. Thibaud, déjà archevêque, ainsi que ses frères, Humbert/Hucbert et Garnier/Warnier, sont mentionnés dans une donation aux côtés de leur mère (v. 970/86),.
Georges de Manteyer conclut, dans ses Notes additionnelles de 1901, « L'indice onomastique confirme simplement l'indice topographique, car il fait constater que le frère aîné de l'archevêque porte le nom de son grand-père paternel ; que l'archevêque lui-même, son autre frère Humbert et leur père Hugues portent respectivement les noms du roi Hugues, de Thibaud père, et de Hubert, grand-père de celui-ci. » Il souligne par ailleurs l'hypothèse selon laquelle Thibaud, « [appartiendrait], suivant toutes les apparences, à la famille des comtes de Savoie », les Humbertiens. Previté-Orton nuance ces probables liens.
René Poupardin (1907) indique pour sa part que Thibaut était attaché par certaines alliances aux comtes en Maurienne, la dynastie des Humbertiens, tout comme son prédécesseur Sobon et qu'il « était cousin de Conrad le Pacifique. ». L'historien fait ainsi le lien entre le frère de Thibaud, Humbert, probable père du comte Humbert, en Maurienne et en Savoie, à l'origine des précédents Humbertiens.
Le site FMG souligne qu'Humbert, comte de Belley, peut être également la même personne que le fils de Charles Constantin, comte de Vienne et, dans tous les cas, il est peu probable qu'Humbert de Troyes soit le père du comte Humbert Ier de Maurienne, puisqu'aucun des noms typiques de la famille de Troyes (Hugues, Garnier, Manassès, Thibaut, Willa…) ne se retrouve parmi les descendants connus d'Humbert, hypothèses discutées également par Previté-Orton ainsi que l'historien Laurent Ripart avec plusieurs filiations possibles évoquées.

### Épiscopat
Après une vacance d'une huitaine ou dizaine d'années (Sede vacante), Thibaud monte sur le siège archiépiscopal de Vienne. Selon la Vita Theobaldi, un 8 mars, probablement de l'année 957, alors qu'il a la trentaine (Manteyer, 1901). Ulysse Chevalier dans sa Notice chronologico-historique sur les archevêques de Vienne (1879), relève que la tradition le fait succéder à Sobon en 952, alors qu'il « ne paraît qu'en 970 » (correspondant à une donation du 12 mars [vers 970]). Par la suite, dans le Regeste dauphinois, Ulysse Chevalier citant Georges de Manteyer indique que le sacre se serait déroulé le 8 mars, probablement de l'année 957. 
Poupardin (1907) donnait une accession vers 950. Le site de généalogie FMG donne l'information qu'il est institué archevêque de 967 à 986.
René Poupardin (1907) indique que le nouvel évêque est nommé par Conrad le Pacifique. Il précise en note qu'à la mort de Sobon « un grave conflit s'éleva pour l'ordination d'un nouvel évêque, parce que la chevalerie (nulitia) était en opposition avec le clergé. Mais ce conflit s'apaisa bientôt par les soins du roi. [...] Le conflit parait avoir duré huit ans. » Manteyer (1901), citant la Vita Theobaldi, relate cette opposition l'aristocratie locale à sa nomination, notamment la famille vicomtale de Vienne qui « aurait préféré sans doute faire élire un de ses membres plutôt que Thibaud ».
Il est attesté (Teuthbaldo Viennensi) dans une lettre de recommandation, datée de 968 une lettre, provenant du pape Jean XIII à propos de privilèges accordés à l'abbé de Cluny.
Thibaud est également abbé de Romans, d'autres actes, présents dans le Regeste dauphinois, le mentionnent ainsi.
Il obtient la confirmation des privilèges de ses prédécesseurs, en 972, par le roi d'Arles ou des Deux Bourgognes Conrad le Pacifique,. Il fait par ailleurs « confirmer à son église l'immunité accordée par l'empereur Louis l'Aveugle ».
Thibaud semble être à l'origine d'une restauration de l'église-mère. Selon un acte produit dans le Regeste dauphinois, il promet des indulgences à ceux qui participeront à la construction de la cathédrale,. Il reçoit de l'aide des prélats de Lyon et de Valence, qui publient également des indulgences en faveur de ces donations à l'Église de Vienne,.
Il est présent aux conciles d'Anse de 990 (Peltier indique qu'il pourrait s'agir du même que le suivant), puis de 994,,.
Thibaud, en octobre [vers 995], « concède à l'évêque de Belley Odon, d'une illustre famille, en praestaria un petit domaine (praediolum) dans la villa et l'ager de Traize (Tresia), au comté de Belley, avec son église de St-Maurice et ses appendices », échange de la terre de Calliscus près Vézeronces. Il s'agit d'Odon, membre de la dynastie des Humbertiens.
Avant 1001, il aurait « prédit à sa nièce Willa ou Villa, aïeule de st Thibaud de Provins, la naissance de ce fils illustre par sa sainteté ».

### Mort et succession
La mort de Thibaud est donnée le 21 mai, très probablement de l'année 1001,, « dans la 30e [= 45e année] de son épiscopat ». Son corps est inhumé, le 1er juillet, dans l'église du Sauveur (martyrologe), dite église Saint-Maurice. Il s'agit de l'ancienne cathédrale de Vienne, dédiée dans un premier temps aux sept Frères Maccabées, qui accueille par la suite des reliques de Saint Maurice d'Agaune, « aux Macchabées et de Saint-Maurice ». Burchard lui succède (v.1001 - v.1031) sur le siège archiépiscopal de Vienne.
Les reliques de saint Thibaud sont portées hors des murs de la cité de Vienne, dans l'église abbatiale de Saint-Chef. Le lieu prend depuis, selon la tradition, le nom de Saint-Chef, remplaçant celui de celui de Saint-Theudère, lors du transfert du chef (caput) de saint Thibaud. Victor Teste, auteur d'une notice sur l'abbatiale cite l'historien Charvet, auteur de Histoire de la sainte église de Vienne (1761), qui indique que les pèlerins avait pour habitude de dire : Allons au saint Chef, au lieu de dire allons à S. Theudere (Adeamus Sanctum Caput).
En tant que saint, il est célébré le 21 mai,,. Le culte de saint Thibaud est confirmé en 1903, par le pape Pie X.

### Regeste dauphinois
1. ↑  Regeste dauphinois, p. 188, Tome 1, Fascicules 1-3, Acte no 1109 (présentation en ligne).
2. ↑  Regeste dauphinois, p. 219, Tome 1, Fascicules 1-3, Acte no 1305 (présentation en ligne).
3. ↑  Regeste dauphinois, p. 221, Tome 1, Fascicules 1-3, Acte no 1317 (présentation en ligne).
4. ↑  Regeste dauphinois, p. 209, Tome 1, Fascicules 1-3, Acte no 1247 (présentation en ligne).
5. ↑  Regeste dauphinois, p. 209, Tome 1, Fascicules 1-3, Acte no 1248 (présentation en ligne).
6. 1 2  Regeste dauphinois, p. 223, Tome 1, Fascicules 1-3, Acte no 1334 (présentation en ligne).
7. 1 2  Regeste dauphinois, p. 247, Tome 1, Fascicules 1-3, Acte no 1490 (présentation en ligne).
8. ↑  Regeste dauphinois, p. 257, Tome 1, Fascicules 1-3, Acte no 1552 (présentation en ligne).
9. 1 2  Regeste dauphinois, p. 259, Tome 1, Fascicules 1-3, Acte no 1557 (présentation en ligne).

### Autres références
1. 1 2 3 4 5 6  Georges de Manteyer, Les origines de la maison de Savoie en Bourgogne (910-1060), Rome, Mélanges de l'école française de Rome, 1899, 284 p. (lire en ligne), chap. 19, p. 465 et suivantes.
2. 1 2 3 4 5 6 7 8 9 10 11 12 13  Georges de Manteyer, « Les origines de la Maison de Savoie. Notes additionnelles », Le Moyen Âge, revue d'histoire et de philologie,‎ 1901, p. 257 et suivantes, p.437 et suivantes (lire en ligne).
3. 1 2 3 4 5 6 7  la charte de 927 précise : "Ego Hugo comes et conjux mea Wila necnon et filius ejus Boso..." et non "meus" ni "noster" : ce Boson est donc né d'un premier mariage de Willa. (en) Charles William Previté-Orton, The Early History of the House of Savoy : 1000-1233, Cambridge, Cambridge University Press (réimpr. 2013) (1re éd. 1912), 512 p. (lire en ligne), p. 113-117.
4. 1 2 3 4 5 6 7 8  (en) Charles Cawley, « B. Vicomtes et comtes de Sens - Thibaut de Troyes », sur Foundation for Medieval Genealogy (consulté en mai 2020).
5. 1 2 3  René Poupardin, Le royaume de Bourgogne (888-1038) : étude sur les origines du royaume d'Arles, Paris, H. Champion, 1907, 509 p. (lire en ligne), p. 162-263.
6. ↑  « Histoire », sur le site www.chatillonsaintjean.fr.
7. 1 2 3  René Poupardin, Le royaume de Bourgogne (888-1038) : étude sur les origines du royaume d'Arles, Paris, H. Champion, 1907, 509 p. (lire en ligne), p. 298-299.
8. ↑  (en) Charles William Previté-Orton, The Early History of the House of Savoy : 1000-1233, Cambridge, Cambridge University Press (réimpr. 2013) (1re éd. 1912), 512 p. (lire en ligne), p. 41 et suivantes, 100-123.
9. ↑  Laurent Ripart, Les fondements idéologiques du pouvoir des comtes de la maison de Savoie (de la fin du Xe au début du XIIIe siècle), vol. 3, Université de Nice, coll. « thèse sous la dir. de Henri Bresc », 1999, 833 p. (lire en ligne), p. 178-180, « Une autre hypothèse semble donc plus simple et plus probable : le comte Humbert pourrait bien être le fils de Charles-Constantin, ce qui permettrait de résoudre le vieux problème de la mystérieuse disparition de la descendance de la lignée de Louis l'Aveugle. [...] il existe une très forte probabilité pour que notre comte Humbert soit le fils de Charles-Constantin ».
10. 1 2 3  Ulysse Chevalier, Notice chronologico-historique sur les archevêques de Vienne : d'après des documents paléographiques inédits, Vienne, 1879, 18 p. (lire en ligne), p. 11.
11. 1 2  (en) Charles Cawley, « Archibishops of Vienne - Thibaut de Troyes », sur Foundation for Medieval Genealogy (consulté en mai 2020).
12. ↑  « « aposcripta-2254 » : Lettre du pape Jean XIII adressée à quatorze évêques de Gaule, dans laquelle il leur rappelle les privilèges obtenus par l'abbaye de Cluny », sur le site telma.irht.cnrs.fr - Institut de recherche et d'histoire des textes (consulté en avril 2021).
13. 1 2  René Poupardin, Le royaume de Bourgogne (888-1038) : étude sur les origines du royaume d'Arles, Paris, H. Champion, 1907, 509 p. (lire en ligne), p. 318.
14. 1 2 3 4 5  Pierre Cavard, La Cathédrale Saint-Maurice de Vienne, Blanchard, 1978, 188 p., p. 19.
15. ↑  Adolphe-Charles Peltier, Dictionnaire universel et complet des conciles tant généraux que particuliers, des principaux synodes diocésains et des autres assemblées ecclésiastiques les plus remarquables, t. 2, Paris, Jacques-Paul Migne, 1847, 664 p. (lire en ligne), p. 1217-1223.
16. ↑  René Poupardin, Le royaume de Bourgogne (888-1038) : étude sur les origines du royaume d'Arles, Paris, H. Champion, 1907, 509 p. (lire en ligne), p. 303.
17. 1 2  Victor Teste, « Essai archéologique sur le monastère de l'église abbatiale de Saint-Chef en Dauphiné », Revue du Lyonnais, vol. IV,‎ 1852, p. 85-94, notamment p.86 (lire en ligne).
18. ↑  Claude Charvet, Histoire de la sainte église de Vienne, 1761, Chez C. Cizeron, 798 p. (lire en ligne), p. 454.
19. ↑  Ada Sanctorum, Maii, t. V. Palmé, 1866, pp. 47-48.
20. 1 2  Basil Watkins, The Book of Saints : A Comprehensive Biographical Dictionary, Bloomsbury Publishing, 2015, 840 p. (ISBN 978-0-567-66456-3, lire en ligne).